# William Michael Crose

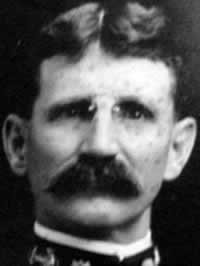
William Michael Crose

William Michael Crose (* 8. Februar 1867 in Greencastle, Indiana; † 4. April 1929 in San Diego, Kalifornien) war ein US-amerikanischer Marineoffizier. Zwischen 1910 und 1913 war er der dritte Militärgouverneur von Amerikanisch-Samoa.

## Werdegang
Im Jahr 1888 absolvierte William Crose die United States Naval Academy in Annapolis (Maryland). Danach begann er eine Offizierslaufbahn in der United States Navy, in der er auf verschiedenen Kriegsschiffen diente, darunter die USS Wheeling und die USS Kentucky. Am Ende seiner Laufbahn erreichte er den Rang eines Captain.
Zwischen dem 10. November 1910 und dem 14. März 1913 war Crose als Nachfolger von John Frederick Parker Gouverneur von Amerikanisch-Samoa. Dort rief er einen Bildungsausschuss ins Leben. Außerdem besetzte er die Stelle eines Marinegeistlichen und eines Marinearztes. Er setzte sich erfolgreich für die Umbenennung von Tutuila – so hieß sein Territorium damals offiziell – in Amerikanisch-Samoa ein. Diesem Ansinnen wurde stattgegeben. Er war der erste Gouverneur des Territoriums, der sich auch offiziell „Gouverneur von Amerikanisch-Samoa“ nennen durfte. Die Vorgänger waren Gouverneure von Tutuila, auch wenn sie heute sprachüblich unter der Bezeichnung Amerikanisch-Samoa geführt werden.
Während des Ersten Weltkrieges diente William Crose als Kapitän des Kriegsschiffes USS North Dakota. Für seine militärischen Leistungen wurde er mit dem Navy Cross ausgezeichnet. Er starb am 4. April 1929 in San Diego.